# Lesdins
Lesdins és un municipi francès del departament de l'Aisne, als Alts de França.
Forma part de la Communauté d'agglomération de Saint-Quentin.

## Administració
L'alcalde, des del 2008, és Gérard Defrance.

## Demografia
- 1962: 529 habitants.
- 1975: 546 habitants.
- 1990: 855 habitants.
- 1999: 750 habitants.
- 2007: 804 habitants.
- 2008: 811 habitants.[1]